# Qiang
Qiang é uma lança muito popular na China, usada no kung fu. 
Por ser muito flexível, dá ao praticante grande velocidade e golpes mais amplos.
Também é usada com uma crina de cavalo para confundir os inimigos.
HISTÓRIA:
O Qiang é uma das primeiras armas de batalha do mundo, e era chamada de " O Rei de Mil Soldados". Na peça de Shen yung de nome a lealdade de Yue Fei que era um grande general da dinastia Song aparece manejando o Qiang com muita valentia e coragem quando batalhava contra as tropas estrangeiras que atacava a China.
1. ↑  «Qang: Lança Chinesa»